# Andrija Zlatić
Andrija Zlatić (Užice, 25 gennaio 1978) è un tiratore a segno serbo.

## Carriera
Precedentemente jugoslavo, fino alla definitiva conclusione dell'esperienza federativa della Jugoslavia avvenuta nel 2003, nonché serbo-montenegrino, fino alla scissione della Serbia e Montenegro in due stati indipendenti occorsa nel 2006.
Ha vinto una medaglia di bronzo ai Giochi olimpici a Londra 2012.

## Palmarès
Giochi olimpici
- 1 medaglia:
  - 1 bronzo (pistola 10 metri aria compressa a Londra 2012).

Campionati mondiali
- 2 medaglie:
  - 2 argenti (pistola 10 metri aria compressa a Lahti 2002; pistola 10 metri aria compressa a Monaco 2010).

Campionati mondiali juniores
- 1 medaglia:
  - 1 oro (pistola 50 metri aria compressa a Barcellona 1998).

Campionati europei
- 4 medaglie:
  - 2 ori (pistola 10 metri aria compressa a Praga 2009; pistola 50 metri a Belgrado 2011);
  - 2 argenti (pistola 10 metri aria compressa a Brescia 2011; pistola 10 metri aria compressa a squadre a Odense 2013).

Campionati europei juniores
- 3 medaglie:
  - 2 ori (pistola 10 metri aria compressa a Tallinn 1998; pistola 50 metri a Copenaghen 1998).
  - 1 argento (pistola 50 metri a Sofia 1996).